# Paraliparis copei copei
Paraliparis copei copei is een ondersoort van de straalvinnige vissen uit de familie van de slakdolven (Liparidae). De wetenschappelijke naam van de soort is voor het eerst geldig gepubliceerd in 1896 door Goode & Bean.